# Takumi Saruwatari
Takumi Saruwatari –en japonés, 猿渡 琢海, Saruwatari Takumi– (16 de octubre de 1976) es un deportista japonés que compitió en judo. Ganó una medalla de oro en el Campeonato Asiático de Judo de 2001 en la categoría de +100 kg.

## Palmarés internacional
| Campeonato Asiático | Campeonato Asiático   | Campeonato Asiático | Campeonato Asiático |
| Año                 | Lugar                 | Medalla             | Categoría           |
| ------------------- | --------------------- | ------------------- | ------------------- |
| 2001                | Ulán Bator (Mongolia) | Medalla de oro      | +100 kg             |